# Relaksacja (prawo)
Relaksacja – jedna z form ułaskawienia stosowanego od XVI wieku przez Sejm walny. Polegała na całkowitym lub tylko częściowym odstąpieniu od indywidualnej, jeszcze niewykonanej lub wykonanej w sposób częściowy kary, o ile wyrok nie wiązał się również z orzeczeniem o utracie czci (infamii). Relaksację stosowano między innymi w przypadkach, gdy ze względu na liczne zasługi skazanego lepiej było nie wykonywać całej kary.

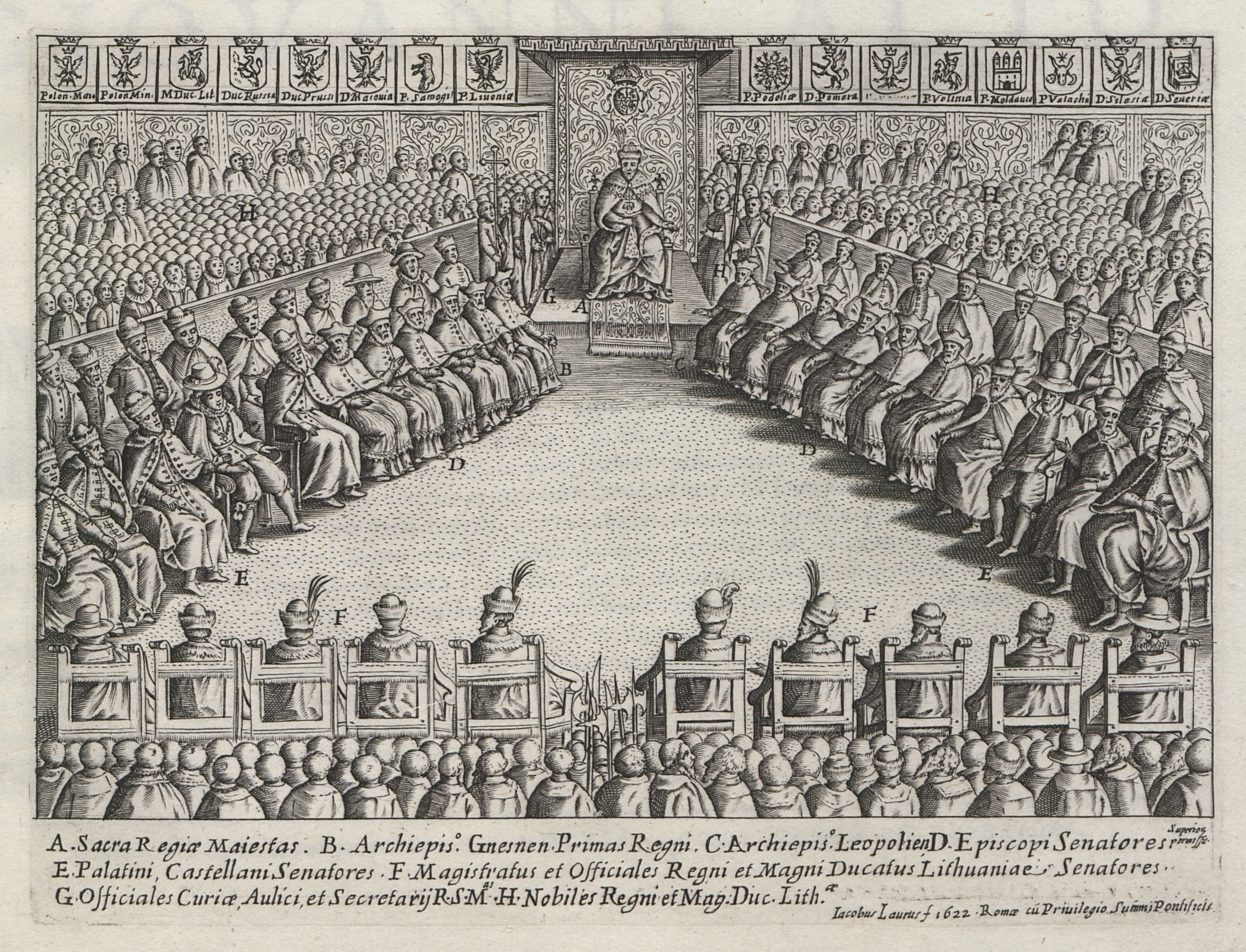
Sejm walny I Rzeczypospolitej podczas obrad

Jako przykład relaksacji podaje się często uchwałę sejmową z 1676 roku. Dotyczyła ona kary wykonanej w sposób częściowy. Uwalniała sprawcę od połowy kary wieży słowami „od połowy drugiej siedzenie wieże uwalniamy”.

## Historia
Relaksacja, obok amnestii generalnej i restytucji, stała się jedną z trzech głównych form ułaskawienia stosowanego przez sejm walny od XVI do XVIII wieku. Jej stosowanie wynika bezpośrednio z osłabienia polskiej władzy monarszej, przede wszystkim w zakresie sądownictwa. Proces ten, w stopniu istotnym dla powstania relaksacji, rozpoczął się na przełomie XV i XVI wieku. Władza królewska, do tej pory teoretycznie jednolita, została podzielona na trzy stany sejmujące: izbę poselską, senat i króla. Doprowadziło to do podzielenia części uprawnień monarchy między pozostałe stany sejmujące, a później do łączenia się sądownictwa królewskiego i sejmowego. Dochodziło nawet do sytuacji, kiedy król dokonywał ułaskawienia w trakcie posiedzenia izby niższej.
W 1578 roku w Lublinie powstał Trybunał Główny Koronny, co sprawiło, że sąd królewski przestał być najwyższym sądem. Władza monarsza w sposób jeszcze bardziej znaczący uległa więc osłabieniu w obszarze jurysdykcji. W konsekwencji powstania Trybunału monarcha dysponował już jedynie kompetencją pisania listów żelaznych, a także uczestniczenia w sądach sejmowych i relacyjnych. Natomiast prawo łaski i amnestii, na mocy powszechnego przekonania, a nie uregulowania prawnego, zostały zastrzeżone dla sejmu walnego. Relaksacja stała się wtedy wyłączną kompetencją sejmu i zaczęła być powszechnie używanym mechanizmem prawnym.